# 335 av. J.-C.
Cette page concerne l'année 335 av. J.-C. du calendrier julien proleptique.

## Événements
- Printemps : 
  - Campagne d’Alexandre le Grand en Thrace[1]. Il réduit les Triballes, et avance jusqu’au Danube. Il vainc les Gètes, peuple thrace établi entre le Danube et les Balkans qui émigre vers le nord et se mêle aux Daces[2].
  - Échecs de Parménion en Asie face à Memnon de Rhodes, stratège grec au service du Grand Roi. Les Macédoniens ne conservent en Asie qu’Abydos. Darius III envoie des fonds aux cités grecques du continent pour qu’elles se révoltent contre Alexandre[3].
- 22 juin (30 mai du calendrier romain) : début à Rome du consulat de Marcus Atilius Regulus Calenus et Marcus Valerius Corvus (IV). Valerius conduit la guerre contre les Ausones et il prend leur cité Calès, ce qui lui vaut son surnom de Calenus et les honneurs du triomphe pour la troisième fois aux ides de mars de l’année suivante. Lucius Aemilius Mamercinus Privernas est nommé dictateur afin qu’il assure à Rome la tenue des comices centuriates et l’élection des consuls de l’année suivante pendant que les consuls en exercice mènent la guerre contre les Sidicins[4].
- Fin juillet de 335 av. J.-C., Alexandre marche avec ses troupes vers le territoire des Agrianes et des Péoniens. Il affronte et vainc à la bataille de Pelion une nouvelle coalition illyrienne dirigée par Cleitos, fils de Bardylis et par le roi des Taulantins Glaucias[5].
  - Une délégation de Celtes (Scordisques), sans doute originaires de Pannonie, rencontre Alexandre le Grand vers le confluent du Danube avec la Morava. Après un échange de gages ou de cadeaux diplomatiques, Alexandre demande aux Celtes ce qu’ils redoutent le plus chez les hommes. Les Celtes rétorquent qu’ils ne redoutent rien, si ce n’est de voir un jour le ciel leur tomber sur la tête[6]. Alexandre conclut avec eux un traité d’amitié.

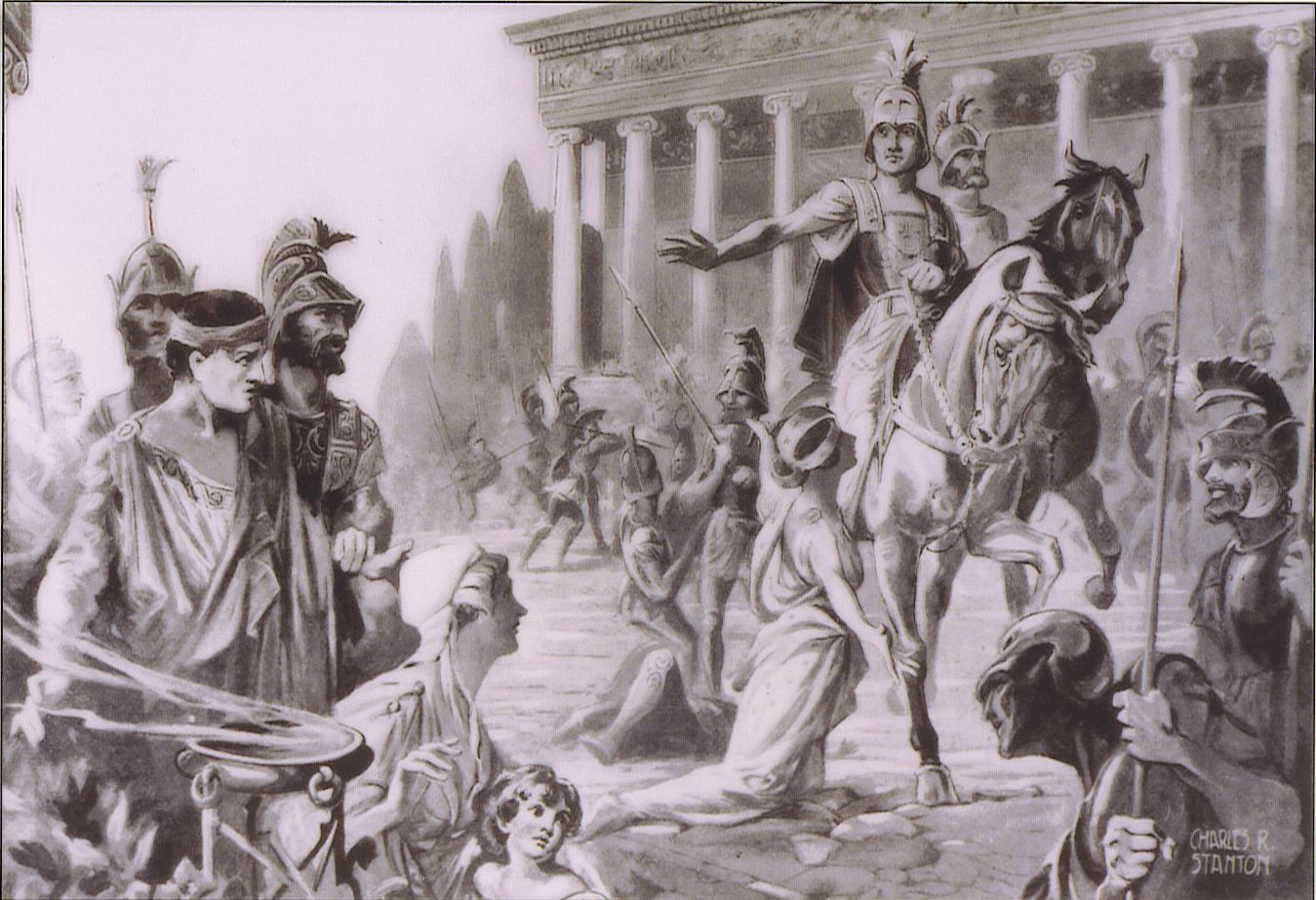
Prise de Thèbes par Alexandre. Gravure de Charles R. Stanton, 1915

- Août : la rumeur de la mort d’Alexandre déclenche la révolte thébaine. Les exilés thébains rentrent dans leur cité, rétablissent la démocratie et assiègent la garnison macédonienne de la Cadmée. Athènes et un certain nombre de Péloponnésiens soutiennent la révolte[7].
- Septembre : Alexandre, alerté, entre en Béotie. Thèbes, isolée, résiste, puis est prise. Alexandre remet le sort de la ville au Conseil de la Ligue de Corinthe. La ville est rasée, sa population massacrée ou réduite en esclavage[8].
  - Athènes se prépare à soutenir un siège et envoie une ambassade. Alexandre exige qu’on lui livre dix stratèges et orateurs antimacédoniens (dont Charidème, Lycurgue, Hypéride et Démosthène). À l’assemblée, Phocion demande aux hommes réclamés par Alexandre de se sacrifier. Sa suggestion est accueillie par des huées (fable des moutons qui livrent leurs chiens aux loups, de Démosthène). Démade finit par obtenir d’Alexandre de se contenter de l’exil de Charidème (qui part servir les Perses) et de vagues engagements[3].
- Automne : Alexandre réunit de nouveau le Conseil de la Ligue de Corinthe, se fait confirmer la direction de la guerre contre les Perses et fixe les effectifs que chaque peuple ou cité devra engager[3].

- Fondation de la colonie maritime d’Ostie, première colonie spécifiquement « romaine »[9], qui vit du commerce du sel (date qui paraît trop tardive, liée à la découverte d’une monnaie).

- Aristote fonde le Lycée (école péripatéticienne) à Athènes. Initiateur de la recherche scientifique, il crée la plupart des disciplines scientifiques et un système complet d’explication du monde[10].

## Naissances
- Zénon de Cition.

## Décès
- Eubule, homme politique athénien.